# Кіномото Сакура
Сакура Кіномото (яп. 木之本 桜) — головна героїня манґи і аніме Cardcaptor Sakura, персонаж кліпу CLAMP in Wonderland 2 та епізодичний персонаж OVA «Tsubasa Tokyo Revelations — Himegimi no Mita Yume».

## Загальна інформація
- День народження: 1 квітня;
- Група крові: A (II);
- Громадська діяльність: група підтримки;
- Улюблений колір: білий, рожевий;
- Улюблена квітка: сакура;
- Улюблені предмети: фізкультура, музика;
- Нелюбимі предмети: математика;
- Улюблена їжа: омлет з рисом, макарони;
- Нелюбима їжа: овочеве желе;
- Любить готувати: млинці;
- Талант: ловити карти;
- Не любить: безладдя;
- Бажання: новий рюкзак.

Сакура — учениця середньої школи Томоеда, добре навчається, не любить точних дисциплін, любить фізкультуру, оскільки Сакура дуже спортивна дівчинка і є капітаном команди підтримки. Вона також товариська, гарно ладнає з однокласниками, відповідально виконує свої обов'язки. Сакура дуже довірлива і не завжди кмітлива, через вплив свого старшого брата Тої дуже боїться привидів. Сакура має магічну силу — бачити майбутнє у сновидіннях. Її життя кардинально змінюється після того, як вона знайшла магічну книгу і познайомилася зі хранителем книги Керберосом, що іменує Сакуру «Ловцем Карт» і зобов'язує її спіймати й запечатати усі Карти Клоу. Саме через карти Сакура знайомиться із Сяоланом Лі й Мейлін Лі, що стають її суперниками за право володіти Картами, але й одночасно допомагають Сакурі запечатувати Карти. Нова вчителька математики Кахо Мідзукі згодом допомагає Сакурі стати Володаркою Карт в Останньому Випробовуванні. Після того Сакура змушена трансформувати Карти Клоу у Карти Сакури. У цьому їй допоміг її новий однокласник Еріол. Пізніше Сакура змушена боротися з останньою картою, яка перевершує за силою усі інші.

## Родина
Сакура — дочка викладача археології Фуджітаки Кіномото та фотомоделі Надешіко Амамія, рідна сестра Тої Кіномото, троюрідна сестра Томойо Дайдоджі, племінниця Сономі Дайдоджі, онука Масакі Амамії. Сакура дуже любить свою сім'ю: свого батька вважає найдобрішою людиною на світі; свою маму погано пам'ятає, бо та померла, коли Сакурі було лише 3 роки, але завжди вітається вранці з її фотографією і вважає, що її мати найвродливіша; попри те, що Тоя, старший брат Сакури, любить дражнити й лякати свою сестру, насправді в них дуже гарні стосунки, вони піклуються і турбуються один про одного. Сакура також не забуває і про родичів, з якими вона рідко бачиться, вона посилає листівки й подарунки, зроблені власноруч.

## Характер
Сакура — дуже добра і товариська дівчинка. Вона відповідально ставиться до своїх обов'язків, хоча завжди робить домашні завдання в останню чергу. Сакура також дуже довірлива, вона вірить в усі казки, що розповідає її однокласник Такаші Ямазакі, вірить і дуже боїться страшних історій, що їй розповідають Наоко й Еріол, бо в дитинстві її часто лякав привидами її брат Тоя, тому з того часу Сакура панічно боїться усього незвіданого: темряви, примар, духів. Сакура не дуже кмітлива, їй потрібно багато часу, щоб зрозуміти багато з того, що відбувається, вона абсолютно не розбирається у відносинах між людьми, тому не може сказати, хто кому подобається.

## Відносини з іншими персонажами
Сакура намагається підтримувати гарні стосунки з іншими людьми, іншим людям також подобається щирість і приязність Сакури. У Сакури багато друзів у школі: Тіхару, Ріка, Наоко і Такасі, пізніше вона знайомиться і з Лі Мейлін, Лі Сяоланом і Еріолом.

### Відносини з Томойо
Томойо — найкраща подруга Сакури, яка завжди її супроводжує в усіх пригодах. Сакура охоче приймає її дружбу. Іноді Сакуру дратує надмірна увага з боку Томойо, її бажання знімати Сакуру на відеокамеру та шити для неї костюми, але вона ніколи цього не показує і намагається виконати усі прохання Томойо. Коли Сакура дізнається, що її мати й мати Томойо були двоюрідними сестрами, їй і на думку не спадає, що вони з Томойо є троюрідними сестрами. Відносини Томойо з Сакурою залишаються незмінними, завжди дружніми протягом усієї історії.

### Відносини з Керо
Керо — вічний супутник Сакури з того часу, як Сакура відкрила Книгу «Клоу». Керо живе з Сакурою постійно, тому їх відносини постійно змінюються: вони можуть сваритися через дрібнички, але швидко миряться. Керо завжди допомагає порадами Сакурі, коли вони ловлять Карти. Після того як Сакура стає володаркою Карт, Сакура просить Керо вважати її не своєю володаркою, а просто другом.

### Відносини з Юкіто і Юе
Юкіто — найкращий друг Тої, старшого брата Сакури. Він одразу ж сподобався Сакурі, тому вона вважає, що закохалася в нього. Юкіто часто буває в гостях у Тої, тому часто бачиться з Сакурою. Він дуже приязно ставиться до своєї юної подруги, що дуже хвилює Сакуру. Її почуття до нього навіть допомогли прокинутись їй зі сну, в який її занурив Юе, істина форма Юкіто. Сакура не може звикнутись з тим, що Юе і Юкіто — одна й та ж особа, тому її почуття змішані. Юе після перемоги Сакури спочатку вважає її своєю повелителькою, а згодом і просто другом. Власне, Юкіто запевнив Сакуру, що її почуття, які вона до нього має, не мають нічого спільного з коханням, а лише нагадують родинну любов.

### Відносини з Кахо Мідзукі
Кахо Мідзукі — нова вчителька математики в школі Томоеда, класний керівник в класі Сакури. Сакурі одразу ж сподобалась ця вродлива пані, Сакура завжди радіє, коли побачить Мідзукі-сенсей і не зважає на перестороги Лі Сяолана. Саме Кахо Мідзукі допомагає Сакурі перемогти в Останньому Випробовуванні.

### Відносини з Еріолом
Еріол Хіраґідзава відразу після вступу до школи Томоеда стає одним з найкращих друзів Сакури. Сакурі теж подобається такий друг як Еріол. Вони часто гуляють з ним шкільним подвір'ям, ходять на виставки тощо. Сакура не здогадується, що усі дивні події, що відбуваються у Томоеда — це справа рук Еріола. Тому вона не може повірити в усе це, коли Еріол відкривається усім і розповідає про свою мету. Пізніше Еріол допомагає Сакурі перемогти Карту Порожнечі.

### Відносини зЛі Сяоланом
Лі Сяолан від початку був суперником Сакури в боротьбі за володіння Картами Клоу. Тому їх відносини були вкрай загостреними. Лі зверхньо і зневажливо висловлювався про здібності Сакури. І це дуже бентежило Сакуру. Після приїзду Мейлін відносини між Лі й Сакурою змінюються, бо Сяолан постійно страждав від надокучливості своєї кузини. Пізніше, не усвідомлюючи цього, Сяолан закохується у Сакуру, постійно допомагає їй і хвилюється за неї, хоча Сакура цього не помічає. Після цього відносини між Лі й Сакурою стають приязними, Сакура вважає Лі одним з найкращих друзів. Але після того, як Сяолан зізнається їй в коханні, Сакура перебуває в збентеженому стані й не знає, що відповісти. І лише після того, як Сяолан повертається в Томоеда, Сакура відповідає йому взаємністю.

## CLAMP in Wonderland 2
У кліпі, знятому студією Madhouse у 2007-му році з'являються різні персонажі з манґ студії CLAMP, серед яких і героїня манґи Сакура Кіномото, яка разом з Томойо Дайдодзі й Лі Сяоланом зустрічають двох мокон, що прибули з іншого світу, а потім, сівши на чарівний жезл, летять разом з Сяоланом на небо.

## Tsubasa Tokyo Revalation
У третій OVA з циклу Tsubasa Tokyo Revelations — «Himegimi no Mita Yume» наприкінці серії, головна героїня принцеса Сакура, заблукавши в руїнах Токіо, зустрічає дівчинку — Сакуру Кіномото, яка вказує шлях принцесі. Судячи з манґи, де шлях вказували загиблі люди, можна стверджувати, що ця Сакура Кіномото зі світу Tokyo загинула за 15 років до подій, про які оповідається, під час катаклізму. І саме її душа вирішила допомогти принцесі Сакурі знайти шлях для повернення.

## Додатково

### Озвучення
- В оригінальній версії — сейю Сакура Танґе (яп. 丹下 桜)
- В англомовних версіях — Керлі МакКайліп та Кєрі Вальґрен
- В іспанській версії — Крістіна Ернандес, Ізабель Гауді та Ізабель Вайс
- В італійській версії — Домітіла Д'Аміко
- В корейській версії — Сун Хі Мун
- В німецькій версії — Ман'я Дерінґ
- В португаломовних версіях — Даніела Пікет, Моніка Гарсеж, Марлі Бортолето
- У філіппінській версії — Марік Даканай
- У французькій версії — Патрісія Леґран

### Імена
Ім'я Сакури — 桜 (さくら), означає квітку вишні (див. «Сакура»). Також це улюблена квітка багатьох персонажів цієї манґи. Квіт сакури фігурує в аніме і манзі, і є одним з ключових елементів історії, як і багатьох інших аніме.
В деяких адаптаціях Cardcaptor Sakura було змінено ім'я головної героїні Сакури Кіномото:
- В американській версії «Cardcaptors» Сакуру звати Sakura Avalon,
- У французькій версії «Sakura, la chasseuse de cartes» — Sakura Gauthier (Сакура Ґотьє),
- В китайській версії 百变小樱魔法卡 — Mu Zhi Ben Ying

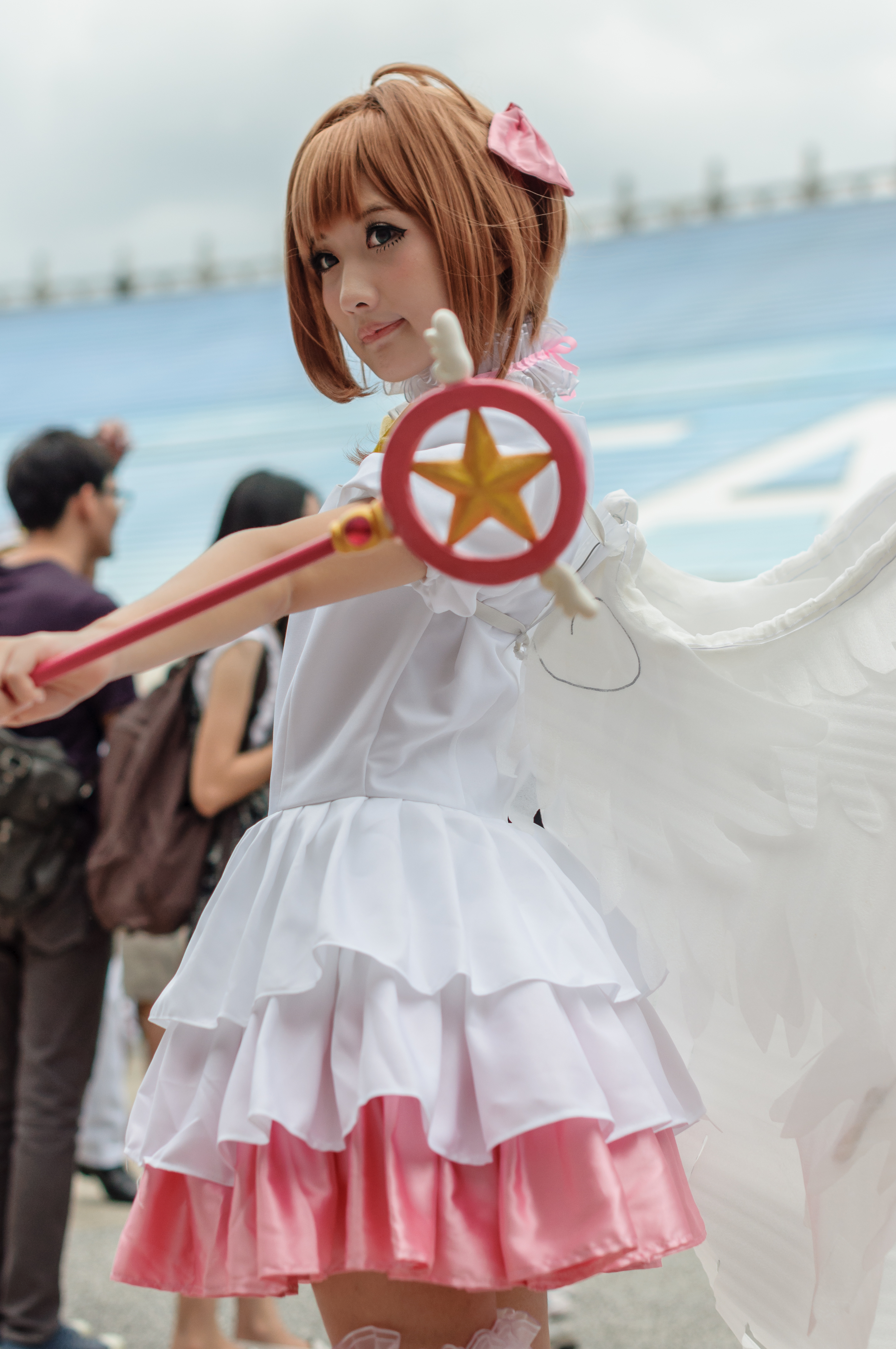

### Популярність
Сакура Кіномото — один з найвідоміших персонажів серед любителів аніме. Сакура часто згадується в різноманітних опитуваннях, на кшталт «обираємо наймилішого персонажа аніме», як в друкованих виданнях, так і в Інтернеті. Образ Сакури для багатьох символізує привабливість юності й свіжості. У 1999 і 2000 роках була визнана на Animage «Найкращим жіночим персонажем».